# Bogor
Bogor (dawniej Buitenzorg) – miasto w Indonezji na Jawie w prowincji Jawa Zachodnia; współrzędne geograficzne 6°35′S 106°48′E/-6,583333 106,800000; 769 tys. mieszkańców (2005).
Ośrodek handlowy regionu rolniczego; uprawa kawy, herbaty, kauczukowca, ryżu, trzciny cukrowej i różnych przypraw. Ogród botaniczny Kebun Raya założony w 1817 z ponad 15 tys. gatunków roślin (głównie tropikalnych) na 87 hektarach. Ważny ośrodek naukowy.
Siedziba rzymskokatolickiej diecezji Bogor.
Uzdrowisko klimatyczne, ośrodek turystyczny.
Letni pałac prezydencki Istana Bogor z 1856, muzeum zoologiczne (zał. 1894).

## Historia
Miasto założone w 1745, na początku XIX w. zostało docenione ze względu na walory klimatyczne. W 1873 doprowadzono linię kolejową z Batawii.

## Współpraca
- Saint Louis, Stany Zjednoczone
- Lloró, Kolumbia
- Gödöllő, Węgry
- Salak Tinggi, Malezja